# تريسي كوستر
تريسي كوستر (بالإنجليزية: Tracy Coster)‏ هي مغنية أسترالية، ولدت في 12 أبريل 1966.

## وصلات خارجية
- تريسي كوستر على موقع ميوزك برينز (الإنجليزية)